# XII Giochi olimpici invernali
I XII Giochi olimpici invernali (in tedesco: XII. Olympischen Winterspiele), noti anche come Innsbruck '76, si sono svolti a Innsbruck (Austria) dal 4 al 15 febbraio 1976.
Originariamente, i Giochi avrebbero dovuto essere ospitati da Denver (Stati Uniti d'America), ma il 15 novembre 1972 la città dovette rinunciare all'organizzazione per i timori dell'opinione pubblica sui costi troppo alti e sugli eventuali impatti ambientali delle nuove strutture da realizzare.
Il CIO propose di riassegnare i Giochi a Whistler (Canada), che però rifiutò la proposta. Salt Lake City si propose come località alternativa, ma stavolta fu il CIO a rifiutare la proposta e ad assegnare ad Innsbruck l'organizzazione dei Giochi.

## Assegnazione
Le città di Denver, Colorado, Stati Uniti; Sion, Svizzera; Tampere, Finlandia; e Vancouver (con la maggior parte degli eventi vicino al Monte Garibaldi), Columbia Britannica, Canada, hanno fatto un'offerta per i Giochi. L'ospite fu deciso alla 69ª riunione del CIO ad Amsterdam, Paesi Bassi, il 12 maggio 1970.
| Città               | Paese       | Round 1 | Round 2 | Round 3 |
| Denver              | Stati Uniti | 29      | 29      | 39      |
| Sion                | Svizzera    | 18      | 31      | 30      |
| Tampere             | Finlandia   | 12      | 8       | —       |
| Vancouver—Garibaldi | Canada      | 9       | —       | —       |

## Sviluppo e preparazione

### Sedi di gara

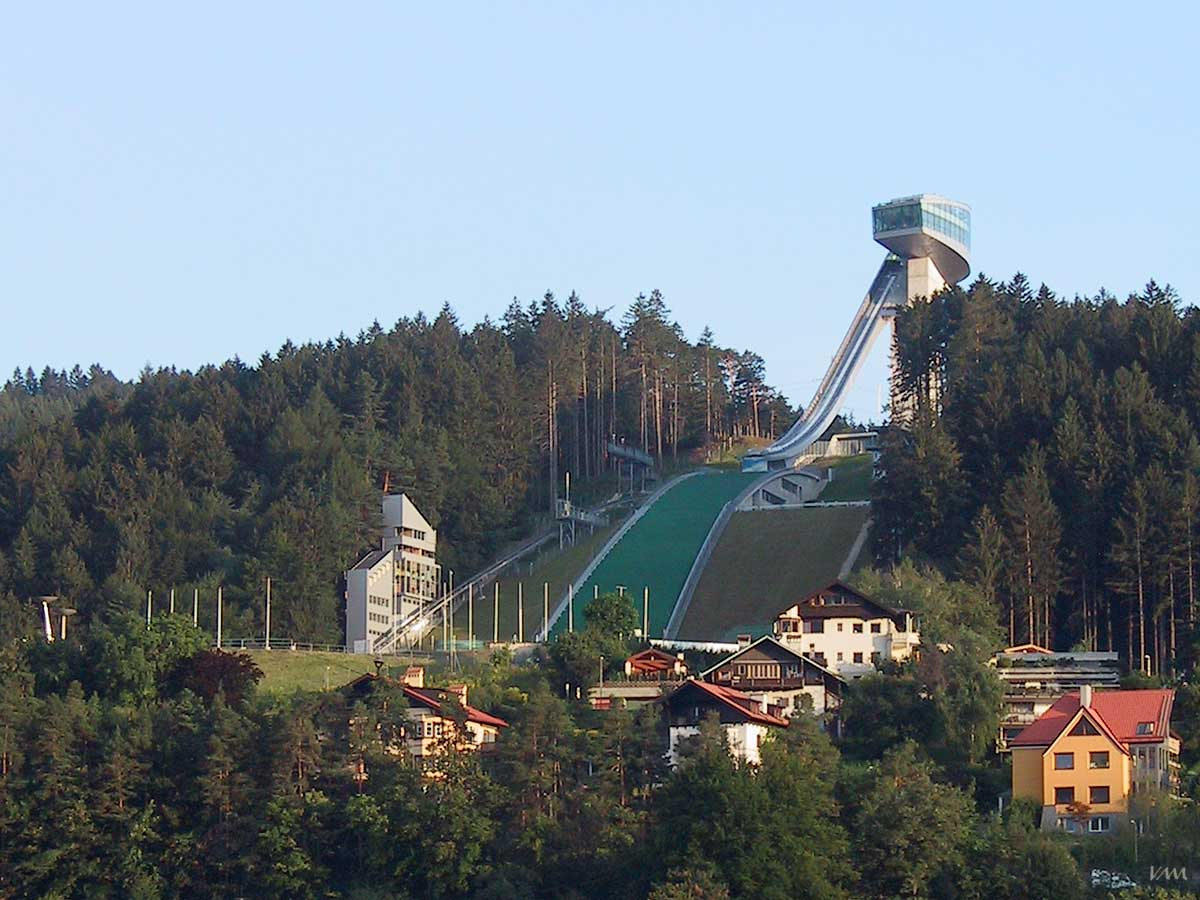
Bergisel nel 2004

- Axamer Lizum – Sci alpino esclusa discesa libera maschile
- Bergisel – Ski jumping (large hill), Opening Ceremonies
- Eisschnellaufbahn – Pattinaggio di velocità
- Pista olimpica di Igls – Bob, slittino
- Messehalle – Hockey su ghiaccio
- Olympiahalle – Pattinaggio artistico, hockey su ghiaccio, cerimonie di chiusura
- Patscherkofel – Sci alpino (discesa maschile)
- Seefeld – Biathlon, Sci di fondo, Combinata nordica, Salto con gli sci (tramonto normale)

## I Giochi

### Discipline
Il programma olimpico prevedeva competizioni in 10 discipline:
| Disciplina              | Maschile | Femminile | Misti | Totali |
| ----------------------- | -------- | --------- | ----- | ------ |
| Biathlon                | 2        |           |       | 2      |
| Bob                     | 2        |           |       | 2      |
| Combinata nordica       | 1        |           |       | 1      |
| Hockey su ghiaccio      | 1        |           |       | 2      |
| Pattinaggio di figura   | 1        | 1         | 2     | 4      |
| Pattinaggio di velocità | 5        | 4         |       | 9      |
| Salto con gli sci       | 2        |           |       | 2      |
| Sci alpino              | 4        | 4         |       | 8      |
| Sci di fondo            | 4        | 3         |       | 7      |
| Slittino                | 2        | 1         |       | 3      |
| Totale (10 discipline)  | 24       | 13        | 2     | 39     |

## Risultati

### Medagliere
| Pos. | Paese            | Oro | Argento | Bronzo | Totale |
| ---- | ---------------- | --- | ------- | ------ | ------ |
| 1    | Unione Sovietica | 13  | 6       | 8      | 27     |
| 2    | Germania Est     | 7   | 5       | 7      | 19     |
| 3    | Stati Uniti      | 3   | 3       | 4      | 10     |
| 4    | Norvegia         | 3   | 3       | 1      | 7      |
| 5    | Germania Ovest   | 2   | 5       | 3      | 10     |
| 6    | Finlandia        | 2   | 4       | 1      | 7      |
| 7    | Austria          | 2   | 2       | 2      | 6      |
| 8    | Svizzera         | 1   | 3       | 1      | 5      |
| 9    | Paesi Bassi      | 1   | 2       | 3      | 6      |
| 10   | Italia           | 1   | 2       | 1      | 4      |
| 11   | Canada           | 1   | 1       | 1      | 3      |
| 12   | Gran Bretagna    | 1   | 0       | 0      | 1      |
| 13   | Cecoslovacchia   | 0   | 1       | 0      | 1      |
| 14   | Liechtenstein    | 0   | 0       | 2      | 2      |
| 14   | Svezia           | 0   | 0       | 2      | 2      |
| 16   | Francia          | 0   | 0       | 1      | 1      |

### Protagonisti
- Franz Klammer (Austria, sci alpino): nella discesa libera, la gara più attesa dal pubblico di casa, lo sciatore austriaco vince l'oro davanti al campione olimpico uscente, lo svizzero Bernhard Russi.
- Rosi Mittermaier (Germania, sci alpino): è la prima donna a vincere tre medaglie nello sci alpino. Vince discesa libera e slalom speciale, e sfiora l'oro anche nello slalom gigante, dove arriva seconda a 12 centesimi dalla vincitrice.